# Jednostka Brannej
Jednostka Velkého Vrbna – jednostka geologiczna leżąca w centralnej części Sudetów Wschodnich (Góry Złote, Wysoki Jesionik), w Czechach.
Od zachodu graniczy z jednostką Velkého Vrbna i strefą Starého Města, od wschodu z kopułą Keprnika. Od północy sudecki uskok brzeżny oddziela go od bloku przedsudeckiego. Od południa graniczy z metamorfikiem zabrzeskim.
Jednostka Brannej składa się ze skał zmetamorfizowanych w warunkach facji zieleńcowej. Są to głównie płytkomorskie polimiktyczne metakonglomeraty, kwarcyty, wapienie krystaliczne, fyllity serycytowe oraz serycytowo-grafitowe, porfiroidy i łupki wapniowo-krzemianowe.